# Winter-Asienspiele 2025/Teilnehmer (Libanon)
| Gelbes Symbol für Goldmedaillen mit stilisierten Olympischen Ringen | Graues Symbol für Silbermedaillen mit stilisierten Olympischen Ringen | Braundes Symbol für Bronzemedaillen mit stilisierten Olympischen Ringen |
| ------------------------------------------------------------------- | --------------------------------------------------------------------- | ----------------------------------------------------------------------- |
| —                                                                   | —                                                                     | —                                                                       |

Libanon nimmt an den Winter-Asienspiele 2025 in Harbin teil.

## Teilnehmer nach Sportarten

### Biathlon
| Athleten           | Wettbewerbe   | Zeit | Fehler | Rang |
| ------------------ | ------------- | ---- | ------ | ---- |
| Frauen             |               |      |        |      |
| Angelina Al Fakhry | 7,5 km Sprint |      |        |      |
| Jeanne Dark Tawk   | 7,5 km Sprint |      |        |      |
| Männer             |               |      |        |      |
| Paul Kayrouz       | 10 km Sprint  |      |        |      |

### Ski Alpin
| Athleten       | Wettbewerbe | 1. Lauf     | 1. Lauf | 2. Lauf     | 2. Lauf | Gesamt      | Gesamt |
| Athleten       | Wettbewerbe | Zeit        | Rang    | Zeit        | Rang    | Zeit        | Rang   |
| -------------- | ----------- | ----------- | ------- | ----------- | ------- | ----------- | ------ |
| Frauen         |             |             |         |             |         |             |        |
| Haya Al Rifai  | Slalom      | 1:13,34 min | 38      | 1:10,96 min | 32      | 2:24,30 min | 32     |
| Serena Jallad  | Slalom      | 1:11,25 min | 31      | 1:09,57 min | 31      | 2:20,82 min | 30     |
| Jennifer Matta | Slalom      | DNS         | DNS     | DNS         | DNS     | DNS         | DNS    |
| Männer         |             |             |         |             |         |             |        |
| Anthony Mrad   | Slalom      | 1:04,34 min | 41      | 1:03,09 min | 33      | 2:07,43 min | 34     |
| Ziad Shehab    | Slalom      | DNF         | DNF     | DNF         | DNF     | DNF         | DNF    |

### Skibergsteigen
| Athleten      | Wettbewerbe | Qualifikation | Qualifikation | Vorlauf | Vorlauf | Halbfinale | Halbfinale | Finale | Finale | Rang |
| Athleten      | Wettbewerbe | Zeit          | Rang          | Zeit    | Rang    | Zeit       | Rang       | Zeit   | Rang   | Rang |
| ------------- | ----------- | ------------- | ------------- | ------- | ------- | ---------- | ---------- | ------ | ------ | ---- |
| Männer        |             |               |               |         |         |            |            |        |        |      |
| Georges Wakim | Sprint      |               |               |         |         |            |            |        |        |      |

### Skilanglauf
| Athleten        | Wettbewerbe | Zeit | Rang |
| --------------- | ----------- | ---- | ---- |
| Frauen          |             |      |      |
| Glory Al Fakhry |             |      |      |
| Syrelle Lozom   |             |      |      |
| Caren Succar    |             |      |      |
| Männer          |             |      |      |
| Botros Keyrouz  |             |      |      |
| Marcelino Tawk  |             |      |      |
| Samer Tawk      |             |      |      |

| Athleten       | Wettbewerbe      | Qualifikation | Qualifikation | Viertelfinale | Viertelfinale | Halbfinale | Halbfinale | Finale | Finale | Rang |
| Athleten       | Wettbewerbe      | Zeit          | Rang          | Zeit          | Rang          | Zeit       | Rang       | Zeit   | Rang   | Rang |
| -------------- | ---------------- | ------------- | ------------- | ------------- | ------------- | ---------- | ---------- | ------ | ------ | ---- |
| Frauen         |                  |               |               |               |               |            |            |        |        |      |
| Syrelle Lozom  | Sprint klassisch | 5:50,89 min   | 26            | DNF           | DNF           | DNF        | DNF        | DNF    | DNF    | DNF  |
| Caren Succar   | Sprint klassisch | DNS           | DNS           | DNS           | DNS           | DNS        | DNS        | DNS    | DNS    | DNS  |
| Männer         |                  |               |               |               |               |            |            |        |        |      |
| Marcelino Tawk | Sprint klassisch | DNS           | DNS           | DNS           | DNS           | DNS        | DNS        | DNS    | DNS    | DNS  |
| Samer Tawk     | Sprint klassisch | DNS           | DNS           | DNS           | DNS           | DNS        | DNS        | DNS    | DNS    | DNS  |

### Snowboard
| Athleten      | Wettbewerbe | Qualifikation | Qualifikation | Finale | Finale | Rang |
| Athleten      | Wettbewerbe | Punkte        | Rang          | Punkte | Rang   | Rang |
| ------------- | ----------- | ------------- | ------------- | ------ | ------ | ---- |
| Frauen        |             |               |               |        |        |      |
| Jennifer Tawk | Slopestyle  | DNS           | DNS           | DNS    | DNS    | DNS  |